# Huginn en Muninn

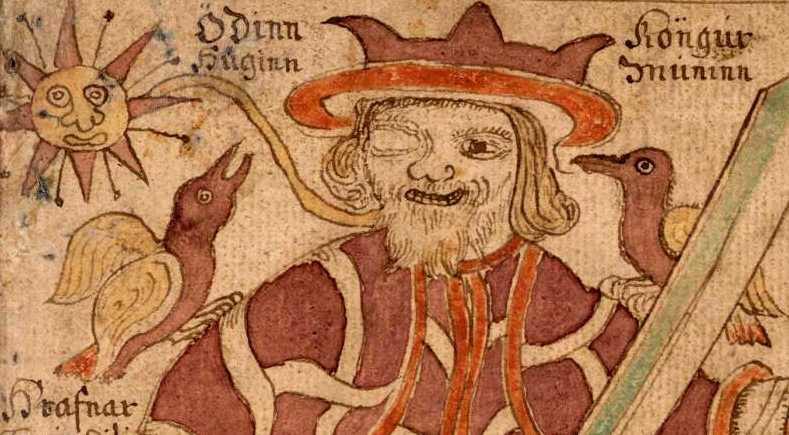
Huginn en Muninn zittende op de schouders van Odin. De illustratie komt uit een 18e-eeuws IJslands manuscript.

Huginn en Muninn zijn in de Noordse mythologie de twee raven van Odin. Soms wordt bij het schrijven van beide namen de laatste n weggelaten. 
Huginn (gedachten) en Muninn (geheugen) vertrekken dagelijks vanuit Asgard en vliegen over alle negen werelden van de Noordse mythologie. Aan het eind van de dag keren ze weer terug naar Asgard, gaan op de schouders van Odin zitten en fluisteren al het nieuws uit de verschillende werelden in zijn oren.

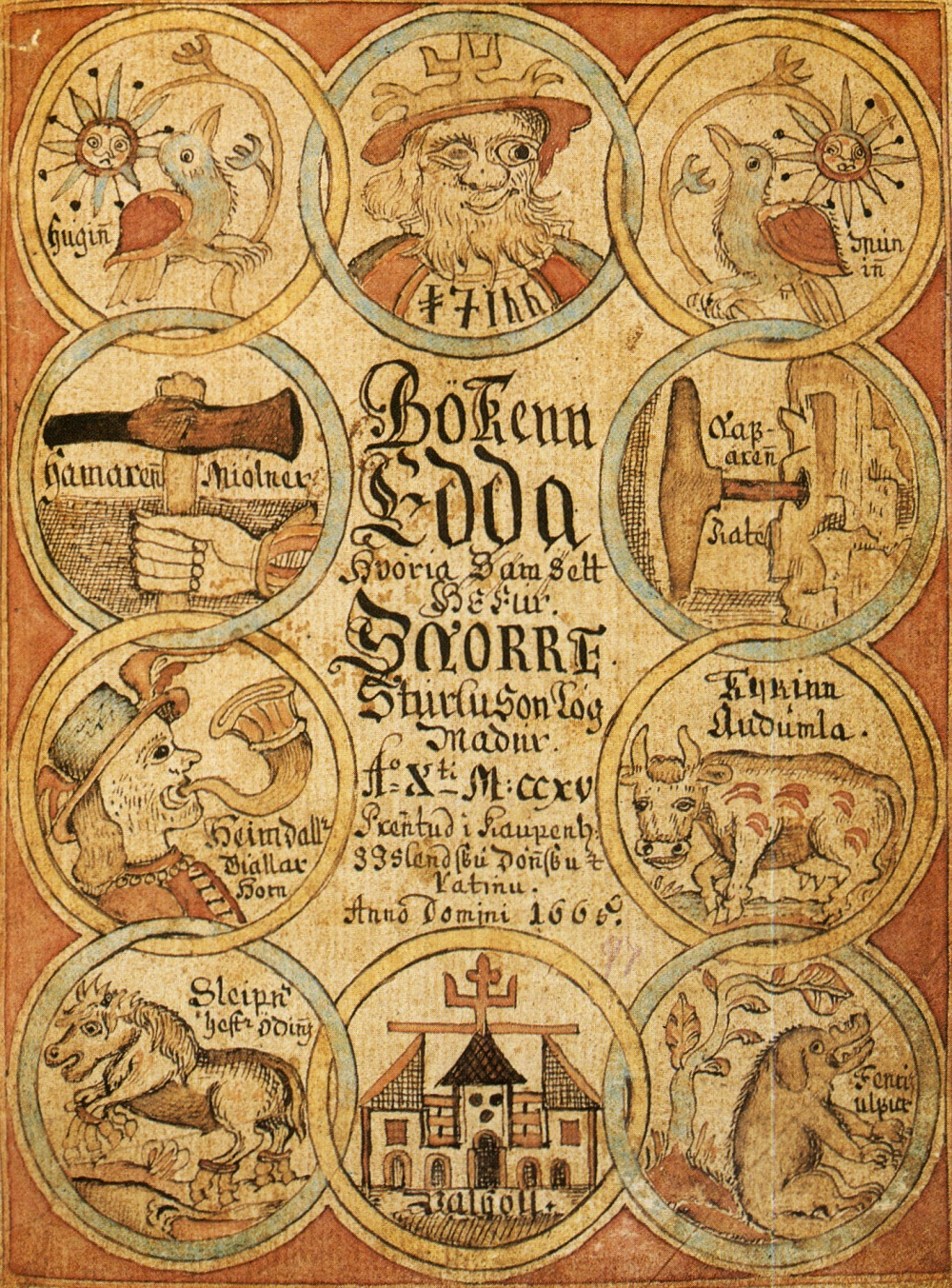
Titelpagina van een 18e-eeuws proza (de Edda) met Odin, Huginn en Mininn, Heimdallr, Sleipnir en andere figuren uit de Noordse mythologie.

Ook in de Edda's worden Huginn en Muninn genoemd. De Grímnismál verhaalt:
Door de hele wereld wijd, elke dag,
Vliegen Huginn en Muninn.
Ik vrees dat Huginn niet huiswaarts keert,
Voor Muninn vrees ik nog meer.

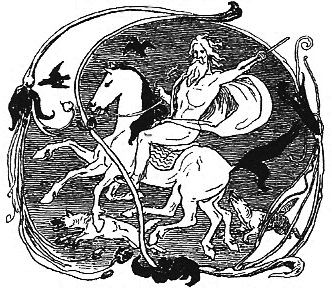
Odin, Sleipnir, Geri, Freki, Huginn en Muninn

De naam Hugin is etymologisch verwant aan de Nederlandse woorden geheugen en heugen. De naam Muninn is etymologisch verwant aan het Nederlandse woord "menen" en het Engelse woord mind.

## In populaire cultuur
- Ze hebben een cameo in het Suske en Wiske-album De vinnige viking.
- Tevens komen zij voor in diverse albums van (De jonge jaren van) Thorgal. Door Jean van Hamme en Grzegorz Rosinski.

## Vernoeming
De Nederlandse private press van Jan Erik Bouman (1947-2010) werd naar deze raven genoemd: Hugin & Munin.